# Guglielmo di Soissons
Guglielmo di Soissons (fl. XII secolo) è stato un filosofo francese vissuto a Parigi nel XII secolo.
Apparteneva a una scuola di logici, detta dei Parvipontiani.

## Biografia
Guglielmo di Soissons sembra essere stato il primo ad aver risposto alla domanda: "Perché una contraddizione non è accettata nel ragionamento logico?" in base al Principio di esplosione. La dimostrazione per assurdo era nota già ai tempi di Platone come modo per dimostrare l'erroneità di un ragionamento mediante una contraddizione, ma non esisteva un argomento esplicito circa il motivo per il quale le contraddizioni dovessero essere considerate errate. Guglielmo di Soissons fornì una prova in cui fu dimostrato che, a  partire da una contraddizione, qualsiasi affermazione può essere dedotta come vera. Ad esempio da Piove (P) e non piove (¬P) si può dedurre che  ci sono alberi sulla luna (E). In simboli si ha che: P & ¬P → E.
Se una contraddizione rende qualsiasi cosa vera, diviene impossibile asserire qualcosa che abbia un significato: qualunque cosa sia detta, la sua contraddizione è anch'essa vera.

## Dimostrazione
I contemporanei di Guglielmo paragonarono la dimostrazione a una macchina da assedio dell'epoca. Clarence Irving Lewis formalizzò la dimostrazione nel modo seguente:
Legenda
V    : OR
&    : AND
→    : inferenza
P    : proposizione
¬ P  : negazione di P
P &¬ P : contraddizione
E      : qualsiasi affermazione possibile (Esplosione).
Dimostrazione
- (1) P &¬ P → P         (Se P e ¬ P sono entrambe vere, allora P è vera)
- (2) P → P∨E            (Se P è vera, allora è vera P o E)
- (3) P &¬ P → P∨E       (Se P e ¬ P sono entrambe vere, allora P o E sono vere (dalla (1) e dalla (2), per la proprietà transitiva dell'implicazione logica)
- (4) P &¬ P → ¬P        (Se P e ¬ P sono entrambe vere, allora ¬P è vera (dalla tavola di verità dell'operatore di congiunzione logica)
- (5) P &¬ P → (P∨E) &¬P (Se P e ¬ P sono entrambe vere, allora(P∨E) è vera (dalla (3)) e ¬P è vera(dalla (4)), mediante congiunzione di queste due)
- (6) (P∨E) &¬P → E      (Se (P∨E) è vera e ¬P è vera, allora E è vera. infatti la disgiunzione logica è vera se è vero almeno uno dei suoi due termini e P non può dirsi vera in modo non contraddittorio, essendo vero anche ¬P)
- (7) P &¬ P → E  (Dalla (5) e dalla (6) in cascata segue la (7))

## Accoglienza e critiche
Nel XV secolo questa prova fu respinta da una scuola di Colonia che rifiutò il passaggio in corrispondenza della linea. Nella logica classica del XIX secolo il Principio di Esplosione fu ampiamente accettato come ovvio, ad esempio da logici come George Boole e Gottlob Frege, sebbene la formalizzazione della dimostrazione di Soissons da parte di Lewis fornisse ulteriori basi per il principio medesimo.